# VW Bora (2007)
Der Volkswagen Bora, bis 2010 Volkswagen New Bora, ist ein Pkw der unteren Mittelklasse, der zwischen 2007 und 2022 von FAW-Volkswagen im Werk Changchun für den Markt der Volksrepublik China produziert wurde.
Der Bora basiert auf der verlängerten PQ35-Plattform des Golf V. Anders als das europäische Original ist es eine viertürige Stufenhecklimousine. Die Innenausstattung entstammt dem Magotan. Die Technik entspricht dem der Modelle Jetta V und Lavida.
Das Modell wird mit zwei verschiedenen Motorisierungen angeboten. So stehen ein 1,6-Liter-Motor mit einer Leistung von 77 kW (105 PS) und ein 2,0-Liter-Motor mit einer Leistung von 88 kW (120 PS) zur Wahl. Das Kofferraumvolumen ist mit 450 Litern größer als beim europäischen Eos, der ebenfalls in China vermarktet wurde.
Im Juli 2012 wurde ein überarbeiteter Bora der Öffentlichkeit vorgestellt. Seine Serienproduktion lief im Februar 2013 an. Bei der Modellpflege entfiel der 2,0-Liter-Motor. Stattdessen gab es einen 1,4-Liter-TSI mit 96 kW (131 PS).
Ein weiteres umfangreiches Facelift erhielt der Bora im März 2016.
Es gab die Ausstattungslinien Shishangxing, Comfortline und Haohua.
Am 3. November 2016 kam das auf dem Bora basierende Kombi-Modell C-Trek in China auf den Markt.

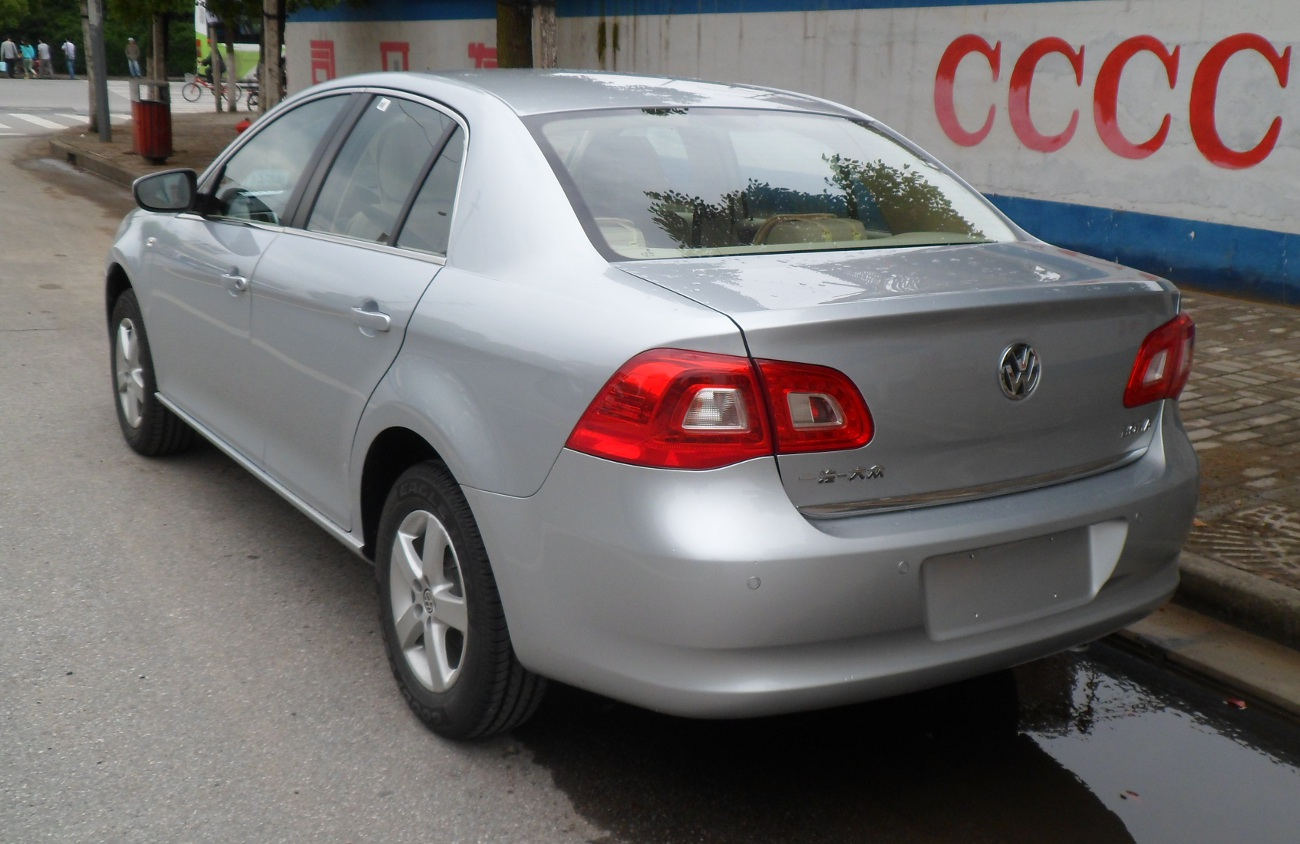
Heck (2007–2013)
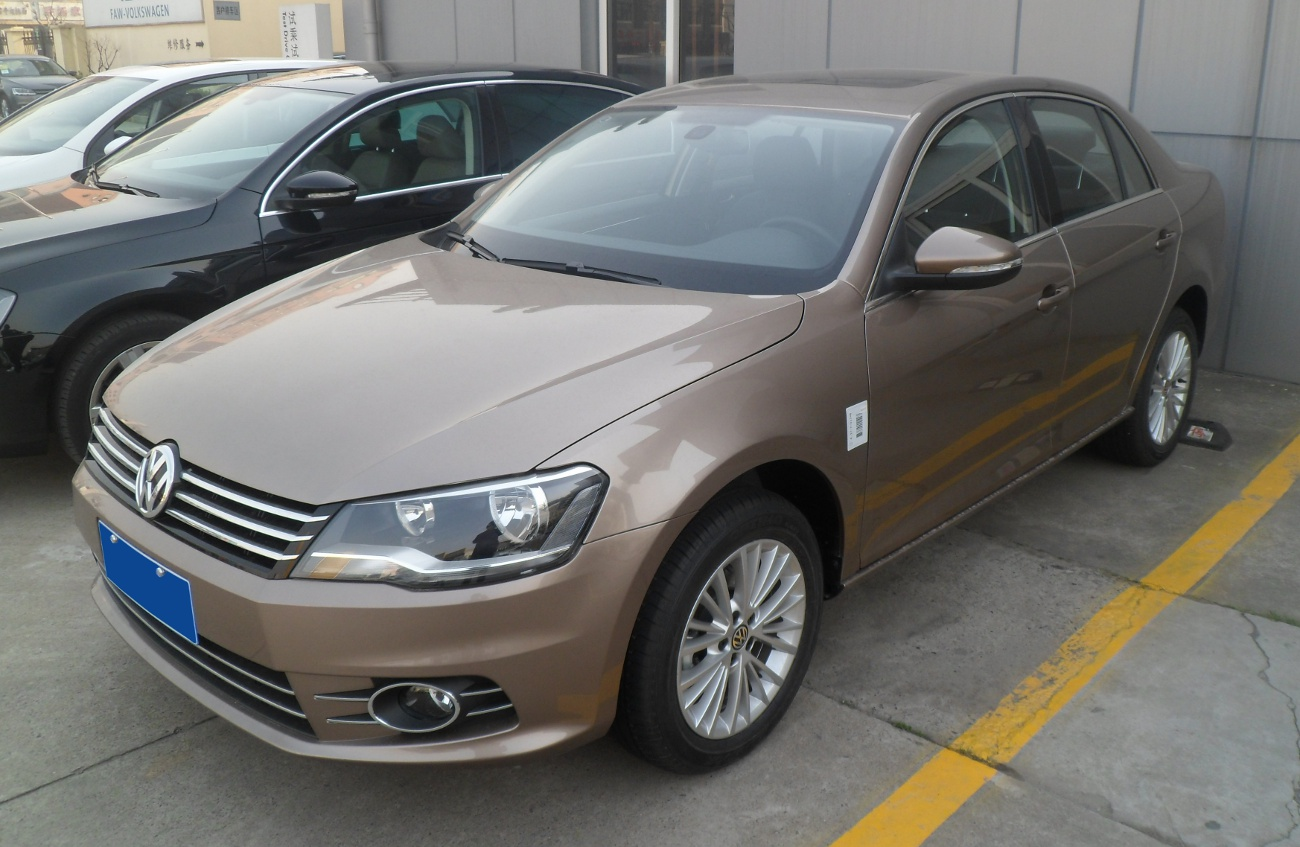
Modellversion 2013–2016
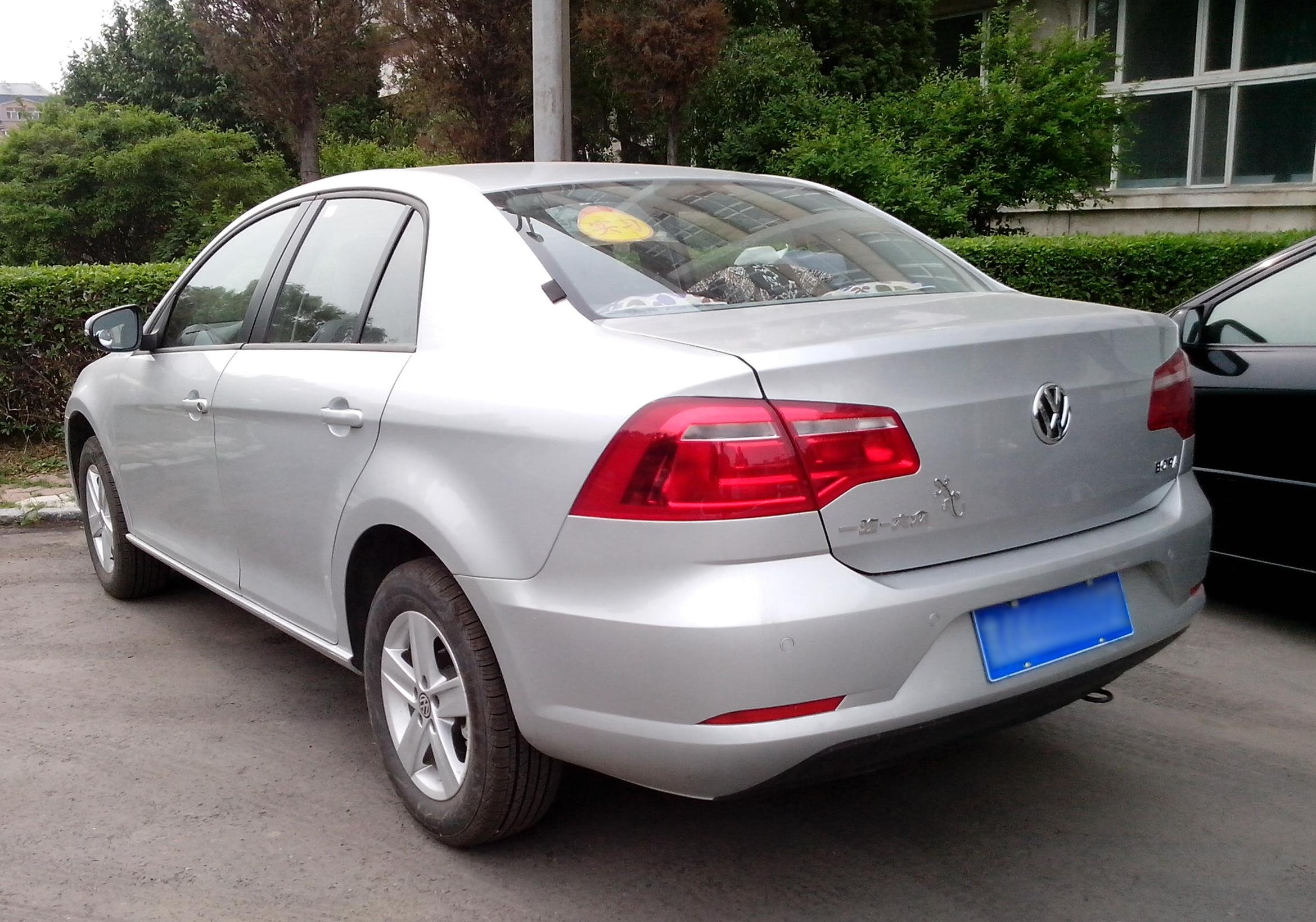
Heck (2013–2016)
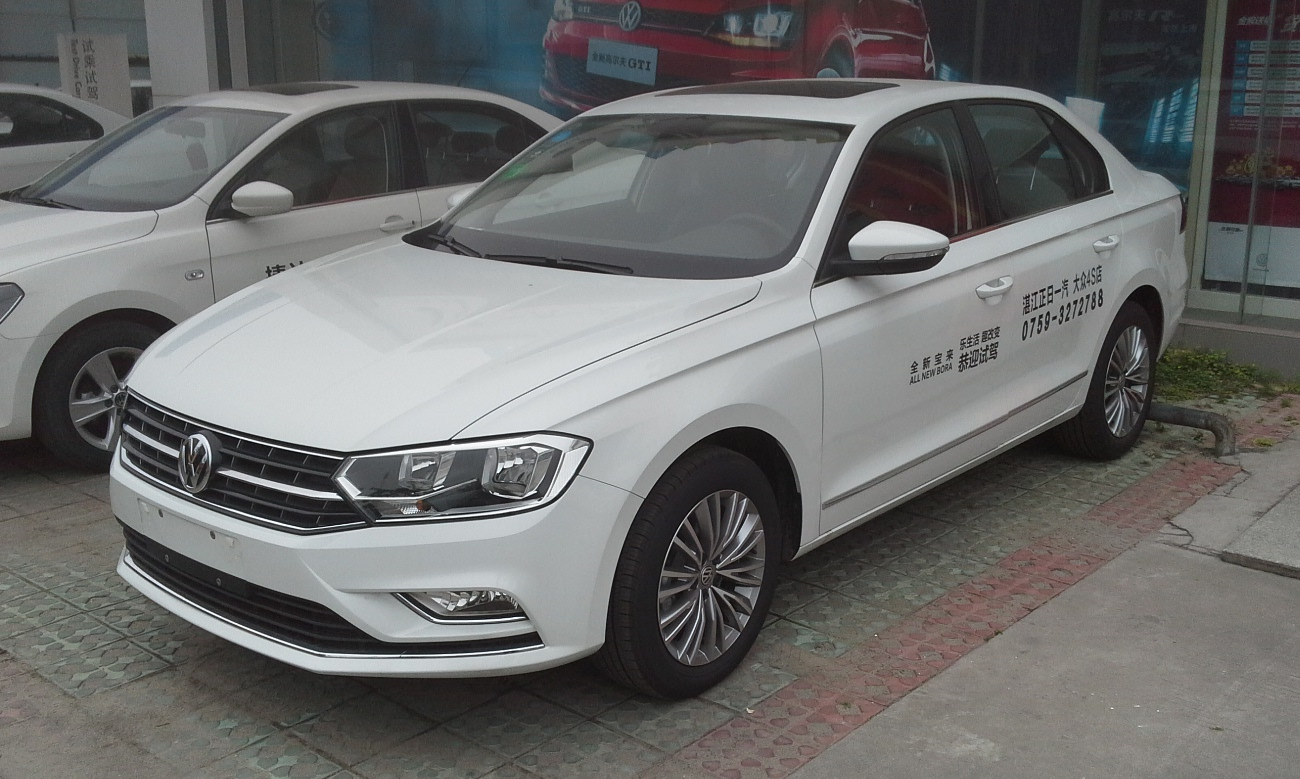
Modellversion 2016–2022

## Technische Daten
|                            | 1.6                   | 1.6                   | 1.5                   | 2.0                   | 1.4 TSI                            | 1.4 TSI                            |
| Bauzeitraum                | 2007–2016             | 2016–2019             | 2019–2022             | 2007–2013             | 2013–2016                          | 2016–2019                          |
| Motorkenndaten             |                       |                       |                       |                       |                                    |                                    |
| Motortyp                   | R4-Ottomotor          | R4-Ottomotor          | R4-Ottomotor          | R4-Ottomotor          | R4-Ottomotor                       | R4-Ottomotor                       |
| Hubraum                    | 1598 cm³              | 1598 cm³              | 1498 cm³              | 1984 cm³              | 1390 cm³                           | 1395 cm³                           |
| max. Leistung bei min−1    | 77 kW (105 PS) / 5600 | 81 kW (110 PS) / 5800 | 82 kW (111 PS) / 5600 | 88 kW (120 PS) / 5600 | 96 kW (131 PS) / 5000              | 96 kW (131 PS) / 5000              |
| max. Drehmoment bei min−1  | 155 Nm bei 3800       | 155 Nm bei 3800       | 145 Nm bei 4000       | 175 Nm bei 2600       | 225 Nm bei 1750–3500               | 225 Nm bei 1400–3500               |
| Kraftübertragung           |                       |                       |                       |                       |                                    |                                    |
| Antrieb, serienmäßig       | Vorderradantrieb      | Vorderradantrieb      | Vorderradantrieb      | Vorderradantrieb      | Vorderradantrieb                   | Vorderradantrieb                   |
| Getriebe, serienmäßig      | 5-Gang-Schaltgetriebe | 5-Gang-Schaltgetriebe | 5-Gang-Schaltgetriebe | 5-Gang-Schaltgetriebe | 5-Gang-Schaltgetriebe              | 5-Gang-Schaltgetriebe              |
| Getriebe, optional         | (6-Stufen-Tiptronic)  | (6-Stufen-Tiptronic)  | (6-Stufen-Tiptronic)  |                       | (7-Stufen-Doppelkupplungsgetriebe) | (7-Stufen-Doppelkupplungsgetriebe) |
| Messwerte                  |                       |                       |                       |                       |                                    |                                    |
| Höchstgeschwindigkeit      | 180 km/h              | 185 km/h (180 km/h)   | 190 km/h (185 km/h)   |                       | 200 km/h                           | 200 km/h                           |
| Beschleunigung, 0–100 km/h | 11,8 s (12,8 s)       | 11,7 s (12,7 s)       | 12,3 s (13,2 s)       |                       | 9,8 s (9,7 s)                      | 9,7 s (9,6 s)                      |
| Leergewicht                | 1265 kg (1310 kg)     | 1220 kg (1260 kg)     | 1240 kg (1275 kg)     |                       | 1325 kg (1345 kg)                  | 1285 kg (1310 kg)                  |
| Tankinhalt                 | 55 l                  | 55 l                  | 55 l                  | 55 l                  | 55 l                               | 55 l                               |